# Nesmrtniki
Perzijski nesmrtniki (iz grščine Ἀθάνατοι Athánatoi), znani tudi kot Nesmrtniki ali Perzijski vojaki, je bilo ime, ki ga je Herodot pripisal elitni, močno oboroženi pehoti 10.000 vojakov v vojski Ahemenidskega cesarstva. Ta sila je opravljala dvojno vlogo: cesarjeve straže in stalne vojske. Sila je bila sestavljena predvsem iz Perzijcev, med njimi so bili tudi Medijci in Elamiti. Bistvena vprašanja v zvezi z enoto (celo njeno ime) ostajajo neodgovorjena, ker manjkajo pristni viri. 

## Herodot
Herodot opisuje "Nesmrtnike" kot težko pehoto, ki jih je vodil Hidarn, v kateri je bilo stalno prisotnih točno 10.000 moških. Navedel je, da je ime enote izhajalo iz običaja, da je bil vsak ubit, resno ranjen ali bolan član takoj zamenjan z novim, vzdrževanje korpusa kot kohezivne entitete s konstantno močjo. 
Ta elitni korpus se imenuje "Nesmrtniki" samo v virih, ki temeljijo na Herodotu. Obstajajo dokazi o obstoju stalnega korpusa iz perzijskih virov, ki je zagotavljal hrbtenico kot dajatev plemen, ki so sestavljala večino ahemenidske vojske. Vendar to ne beleži imena "Nesmrtnih". Stroka meni, da je Herodotov informator zamenjal besedo anûšiya- (»spremljevalec«) z anauša (»nesmrtni«), to teorijo pa je kritiziral Rudiger Schmidt.
Ime Nesmrtniki je lahko povezano tudi s skitsko-iranskim Amardiji, plemenom, ki je povezano z Arijci, katerih ime pa pomeni tudi nesmrtniki.

## Zgodovina
Nesmrtniki so igrali pomembno vlogo pri osvoboditvi Egipta Kambiza II. leta 525 pr. n. št. in napadu Dareja I. na manjše zahodnoindijsko mejno kraljestvo (zahodni Pandžab in Sindh, zdaj v Pakistanu) in Skitijo leta 520. pr. n. št in 513 pr. n. št. Nesmrtniki so sodelovali v bitki pri Termopilah 480 pr. n. št. in so bili med perzijskimi okupacijskimi enotami v Grčiji leta 479 pr. n. št. pod Mardonijem.
V zadnjih desetletjih Ahemenidskega cesarstva je bila vloga, ki se je pričakovala od hazarapatiša (poveljnika) Nesmrtnikov, razširjena tako, da je vključevala tudi glavnega kraljevega ministra. Zagotavljanje telesnega stražarja, ki je bil neposredno prisoten ob monarhu, je bilo dodeljeno izbranemu iz tisoč močnih iz korpusa. 

## Oprema
Herodot opisuje njihovo oborožitev na naslednji način: pleteni ščitniki, kratke sulice, tok za puščice, meči ali velika bodala, zanke, lok in puščice. Pod svojo obleko so nosili oklopne plašče. Sulice običajnega vojaka so bile uravnotežene s srebrom; da bi razlikovali poveljujoče, katerih suličaste konice so bile zlate. Polku je sledila karavana s pokritimi vozovi, kamele in mule, s katerimi so prevažali zaloge, skupaj s konkubinami in spremljevalci, ki so jim služili; ta oskrbovalna karavana je nosila posebno hrano, ki je bila rezervirana samo za njihovo porabo. 
Naglavno okrasje, ki so ga nosili Nesmrtniki, naj bi bila perzijska tiara. Njena dejanska oblika je negotova, nekateri viri pa jo opisujejo kot krpo ali klobučevinasto kapo, ki jo je mogoče potegniti čez obraz in tako zadržati veter in prah v sušnih perzijskih ravninah. Ohranjene glazirane opeke in izrezljani reliefi predstavljajo Nesmrtnike oblečene v halje, obročkaste uhane in nakit iz zlata, čeprav so ta oblačila in dodatki najverjetneje nosili le za obredne priložnosti. 

## Zapuščina

### Sasanidsko cesarstvo
Naslov "Nesmrtniki" je bil prvič oživljen v sasanidski Sasanidsko cesarstvo. Hrbtenica vojske je bila enota Asvaran, najbolj znana enota Asvaranov pa so bili Zajedani (dobesedno "Nesmrtniki") z 10.000 vojaki, kot njihovi predhodniki Ahemenidi, z razliko, da so bili težka konjenica. Njihova naloga je bila predvsem zagotoviti vsakršne preboje in vstopiti v bitke v ključnih fazah.

### Bizantinsko cesarstvo
Poimenovanje "Nesmrtniki" za opis vojaške enote je bil v Bizantinskem cesarstvu uporabljen dvakrat, najprej kot elitna težka konjeniška enota pod  Ivanom I. Cimiskom (vladal med 969—976), nato pa kasneje pod Nikeforitzom, glavnim ministrom cesarja Mihaela VII. (vladal med 1071—1081), kot jedro nove osrednje poljske vojske, po katastrofalnem porazu pri Manzikertu s seldžuškimi Turki leta 1071.

### Francosko cesarstvo
Več stoletij kasneje so francoske vojake med Napoleonskimi vojnami, ki so sestavljali cesarsko stražo imenovali kot "Nesmrtniki". 

### Iran
Iranska vojska pod zadnjim šahom je vključevala same prostovoljce v cesarski gardi (Javidan Guard ali Gârd e Jâvidân) znane tudi kot "Nesmrtniki" po starodavnih perzijskih kraljevih stražarjih. "Nesmrtniki" so imeli bazo v kasarni Lavizan v Teheranu. Do leta 1978 so to elitno silo sestavljale brigade 4.000 - 5.000 moških, vključno z bataljonom tankistov. Po iranski revoluciji leta 1979 so bili "Nesmrtniki" razpuščeni.
Oznaka na ščitu ahemenidskih nesmrtnikov je bila sprejeta v insignijah 65. brigade posebne letalske brigade in 55. letalske brigade sodobne iranske vojske.

## V popularni kulturi
Herodotovi opisi dveh vojaških elit, špartanskih hoplitov in Nesmrtnikov, ki sta se srečali v bitki, je navdihnila niz precej barvitih upodobitev bitke, zlasti v zvezi z Nesmrtniki:
- V filmu 300 Špartancev iz leta 1962 nosi kopje in pletene ščite, kot da so dejanski Nesmrtniki. Vendar pa so večinoma oblečeni v črne in druge temne barve, v nasprotju z zgodovinskimi upodobitvami.
- Franka Millerja strip 300 iz 1998 in igrani film iz leta 2006, ki ga je priredili, predstavlja močno izmišljeno različico Nesmrtnikov v bitki pri Termopilah. Ti Nesmrtniki nosijo kovinske maske v slogu Mengu samurajev, zdijo se nečloveški ali izkrivljeni in nosijo par mečev, ki so podobni japonskim vakizaši mečem.
- Dokumentarni film na "History Channel" – Last Stand of the 300 ima tudi Nesmrtnike v sklopu rekonstrukcije bitke pri Termopilah. V tej različici so tiare Nesmrtnikov prikazana skupaj s črno masko, ki je bila dovolj prosojna, da se je videlo skozi.